# Pabbi
Pabbi é uma cidade do Paquistão localizada na província da Khyber Pakhtunkhwa.